# Ланус
Лану̀с (на испански: Lanús) е град в провинция Буенос Айрес, Аржентина. Градът е основан на 20 октомври 1888 г. Към средата на 20 век става част от градската агломерация на Буенос Айрес. Условно се разделя на Източен Ланус и Западен Ланус. Населението му е 212 152 души според преброяването от 2001 г.

## Личности
Най-известната личност на града е роденият тук аржентински футболист Диего Марадона.